# 부채머리수리
부채머리수리(영어: Harpy eagle)는 익장이 2m가 넘어 현존 사냥을 할 줄 아는 맹금류 중 가장 큰 종으로 분류되며 주로 중남미에 서식한다. 학명은 그리스 신화의 인면조 하르피아에서 유래한  Harpia harpyja이다.

## 사냥 및 생태
부채머리수리는 날개가 상대적으로 짧아 숲에서 빠르게 방향을 전환할 수 있다. 재규어와 퓨마, 아나콘다와 함께 중남미 최상위 포식자이며, 나무늘보나 아르마딜로, 원숭이, 코아티, 개미핥기, 카피바라, 뉴트리아, 아구티같은 큰 포유류를 주로 잡아먹고, 뱀종류를 즐겨 사냥하기도 하며, 강에 사는 어류도 잡아먹는다.
밀렵과 서식지역인 중남미 숲의 파괴로 인해 멸종위기에 처해 있다.
나무늘보나 원숭이들을 한번에 즉사시킬수 있는 발톱을 가지고 있으며, 이들의 발은 성인의 손정도의 크기이며 그 끝에는 불곰의 발톱보다 긴 발톱이 달려있다.

## 계통 분류
2021년 카타나흐(Catanach) 등과 생스터(Sangster) 등의 연구에 기초한 부채머리수리아과 계통 분류이다.
|  | 파푸아독수리속                                              |
|  |                                                             |
|  | \| \| 부채머리수리속 \| \| \| \| \| \| Morphnus \| \| \| \| |
|  |                                                             |
|  | 부채머리수리속                                              |
|  |                                                             |
|  | Morphnus                                                    |
|  |                                                             |

|  | 부채머리수리속 |
|  |                |
|  | Morphnus       |
|  |                |

|  | 파푸아독수리속                                              |
|  |                                                             |
|  | \| \| 부채머리수리속 \| \| \| \| \| \| Morphnus \| \| \| \| |
|  |                                                             |
|  | 부채머리수리속                                              |
|  |                                                             |
|  | Morphnus                                                    |
|  |                                                             |

|  | 부채머리수리속 |
|  |                |
|  | Morphnus       |
|  |                |